# Junko Hagimori
Junko Hagimori (萩森 侚子 Hagimori Junko?) nacida el 20 de octubre de 1964 en la prefectura de Hyōgo, es una seiyuu japonesa que trabaja para Aoni Production.
Domina el lenguaje de signos.

## Notables apariciones
Por orden alfabético.

### Anime
- Aoki Densetsu Shoot - Natsuko Tanaka
- Blue Gender - Lu y Su
- Bonobono - Higuma-san
- Crayon Shin-chan - Madre de Nene-chan
- Hanasaka Tenshi Ten-Ten-kun - Misaki Sakura
- Kishin Corps - Cookie
- Magical Taruruuto-kun - Eiko Kusuda
- Sailor Moon SuperS - VesVes del Circo de la Luna Muerta
- Sally, la bruja - Kanta Hanamura (1989)
- Shining Tears X Wind - Lassi (2007)
- Tsuyoshi Shikkari Shinasai - Noriko Ikawa

### Juegos
- Galaxy Fraulein Yuna - Sora no Erina
- Grandia - Saki
- Lunar: Silver Star Story - Nall
- Magna Carta - Freya
- Policenauts - Marc Brown y una camarera
- Ys IV: The Dawn of Ys - Rea